# Chiesa di Saint-Étienne-le-Vieux
La Chiesa di Saint-Étienne-le-Vieux ([sɛ̃teˈtjɛn lə vjø], "Antico Santo Stefano") è un'ex chiesa cattolica, oggi in parte in rovina, situata nella città vecchia di Caen, Calvados, Francia. Non è da confondere con la vicina Chiesa di Saint-Étienne, l'ex chiesa dell'Abbaye aux Hommes. Questa chiesa è stata classificata come monumento storico dal 22 agosto 1903.

## Storia
La chiesa fu fondata probabilmente nel X secolo, quando la città di Caen iniziò il suo primo sviluppo significativo. Viene menzionato per la prima volta negli atti concessi da Guglielmo il Conquistatore alle due abbazie di Caen con il nome di sanctus Stephanus Vetus intorno al 1067. L'attributo di "vecchio" la distingue dalla chiesa dell'Abbazia di Saint-Étienne, Caen (l'Abbaye aux Hommes), che fu in costruzione a partire dall'XI secolo.
Per la sua posizione esposta lungo i bastioni della città, la chiesa fu gravemente danneggiata durante la Guerra dei Cent'anni, in particolare durante l'assedio di Caen nel 1417. Fu ricostruita durante e dopo l'occupazione inglese. A questo periodo risale la torre ottagonale della lanterna.
La parrocchia faceva parte del decanato di Caen nell'ex diocesi di Bayeux.
La chiesa fu dismessa nel 1793, e non ripristinata al culto nel 1802, quando l'ex chiesa abbaziale assunse il ruolo di chiesa parrocchiale. Mal tenuta, la chiesa iniziò presto a cadere in rovina. È stata registrata nel 1840 come monumento storico, ma chiusa al pubblico nel 1844 a causa del suo avanzato stato di degrado. Minacciato di demolizione, si salvò all'ultimo minuto grazie all'azione di Arcisse de Caumont e di Antoine Charma. La Società degli Antiquari di Normandia prevedeva di utilizzare la chiesa per l'installazione delle sue collezioni, ma il Museo degli Antiquari di Normandia (Musée des antiquaires de Normandie) fu finalmente ospitato nell'ex Collège du Mont situato nelle vicinanze. Le autorità cittadine utilizzarono la chiesa per conservare frammenti architettonici fino al loro trasferimento al museo nel 1926.

Nel 1944 fu colpita da un proiettile puntato contro una colonna di carri armati tedeschi che era parcheggiata nelle vicinanze. La navata fu in gran parte distrutta; da allora la chiesa non è stata oggetto di lavori di restauro e nel suo stato di abbandono non è visitabile, se non dall'esterno.

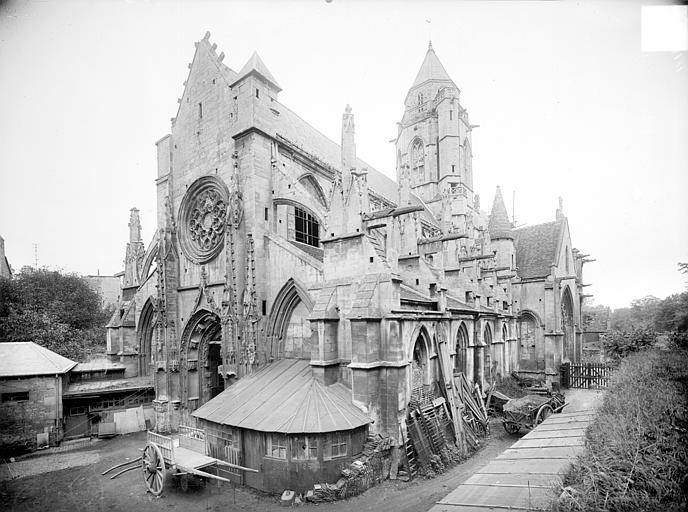
Vista generale
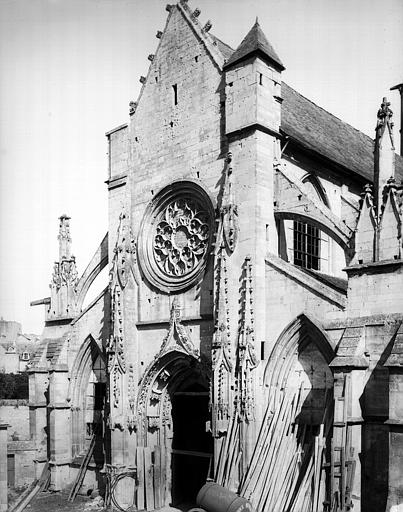
Portale principale
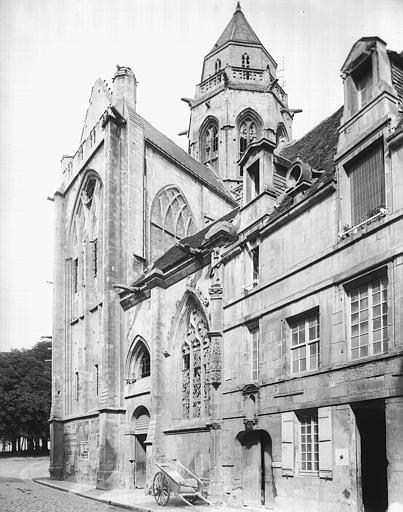
L'abside in rue Arcisse-de-Caumont
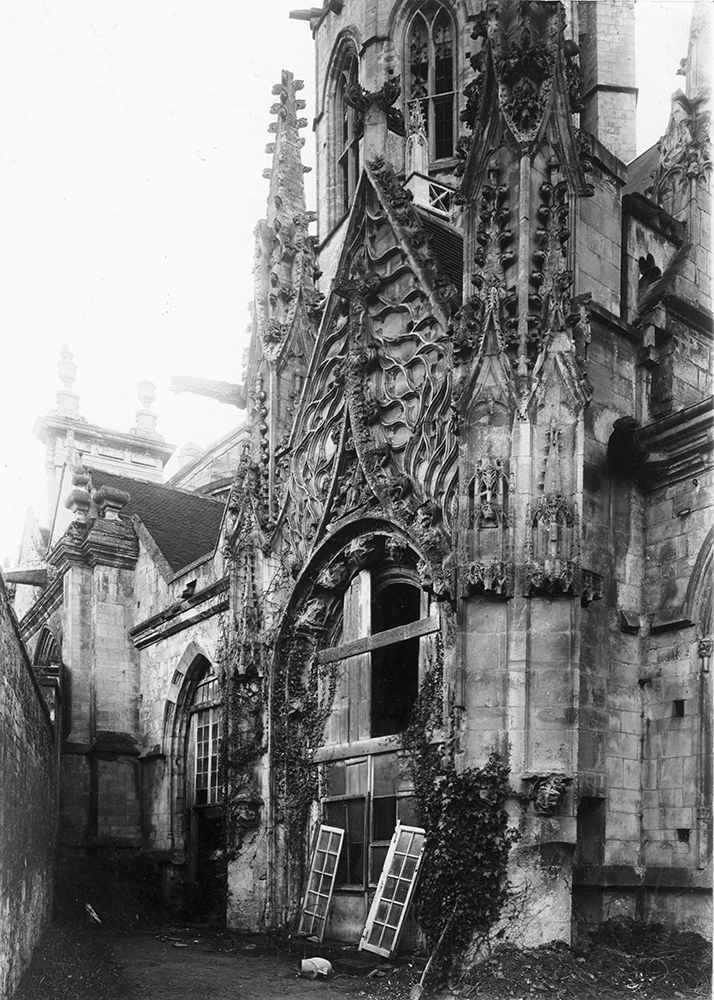
Fotografia ottocentesca della chiesa

## Riferimenti
1. ↑  Jean-Yves Marin, "Archéologie urbaine à Caen en 1982 - Rapport préliminaire", Annales de Normandie, 1983, Volume 33, no. 3, p. 328
2. ↑  Lucien Musset, Historique sommaire du Musée des antiquaires (1824-1963), "Bulletin de la Société des antiquaires de Normandie", vol. 57 (1963-1965), Caen, 1965, pp. 583-588; online edition
3. ↑  La visite interdite de Saint-Etienne-le-Vieux, Ouest-France.fr 2012